# Charles Chubb
Pour les articles homonymes, voir Chubb.
Charles Chubb est un ornithologue britannique, né le 31 décembre 1851 à Steeple Langford, près de Salisbury et mort le 25 juin 1924 à Londres.

## Biographie
Il entre en 1877 au British Museum.
Il est l'auteur de l'ouvrage The Birds of British Guiana (2 volumes, 1916 et 1921) à partir des collections faites lors de l’expédition de Frederick Vavasour McConnell (1868-1914). Avec l’ornithologue William Wyndham Wentworth Knatchbull-Hugessen, 3e baron de Brabourne (1885-1915), il publie The Birds of South America.
Il est victime d’un accident de voiture et meurt, deux semaines plus tard, sans avoir repris connaissance.
Son fils, Ernest Charles Chubb (1884-1972), est également un ornithologue et conservateur du Muséum de Durban en Afrique du Sud.